# Taxithelium pluripunctatum
Taxithelium pluripunctatum är en bladmossart som beskrevs av William Russell Buck 1983. Taxithelium pluripunctatum ingår i släktet Taxithelium och familjen Sematophyllaceae. Inga underarter finns listade i Catalogue of Life.